# Ignacy Jełowicki
Ignacy Jełowicki herbu własnego –  ur. 1758 - zm. 18 grudnia 1815 – starosta zawidecki, członek konfederacji targowickiej województwa wołyńskiego w 1792 roku.
W 1791 roku został kawalerem Orderu Świętego Stanisława.